# Tarmo (Vorname)
Tarmo ist ein finnischer und estnischer männlicher Vorname mit der Bedeutung „Kraft, Energie, Tatkraft, Vitalität“ in beiden Sprachen.
Namenstag ist in beiden Ländern der 6. März.

## Namensträger
- Tarmo Kink (* 1985), estnischer Fußballspieler
- Tarmo Kõuts (* 1953), estnischer Militär und Politiker
- Tarmo Kunnas (* 1942), finnischer Literaturwissenschaftler, Essayist und philosophischer Schriftsteller
- Tarmo Leinatamm (1957–2014), estnischer Dirigent, Politiker und Comedian
- Tarmo Loodus (* 1958), estnischer Politiker und Pädagoge
- Tarmo Neemelo (* 1982), estnischer Fußballspieler
- Tarmo Peltokoski (* 2000), finnischer Dirigent und Pianist
- Tarmo Raudsep (* 1981), estnischer Radrennfahrer
- Tarmo Rüütli (* 1954), sowjetischer bzw. estnischer Fußballspieler und estnischer Fußballtrainer
- Tarmo Saks (* 1975), estnischer Fußballspieler
- Tarmo Soomere (* 1957), estnischer Ozeanologe und Mathematiker
- Tarmo Tamm (* 1953), estnischer Politiker
- Tarmo Teder (* 1958), estnischer Schriftsteller, Literatur- und Filmkritiker
- Tarmo Uusivirta (1957–1999), finnischer Boxer
- Tarmo Vaask (* 1967), estnischer Musiker und Dirigent